# Flying Lotus
Steven Ellison (7 oktober 1983), beter bekend als Flying Lotus of FlyLo, is een Amerikaans producer van experimentele muziek, muzikant, dj en rapper.

## Levensloop
Ellison is de kleinneef van jazzpianiste Alice Coltrane en haar echtgenoot saxofonist John Coltrane. Tevens is hij de kleinzoon van singer-songwriter Marilyn McLeod, die bekend is geworden door het schrijven van Love Hangover van Diana Ross. Ellison noemde McLeod zijn grootse invloedsbron.

## Muzikale carrière

### 2006–07: Adult Swim,1983en Warp Records
Terwijl hij op de Los Angeles Film School studeerde, leerde hij de kunst van het conceptalbum. Ook raakte hij rond deze tijd geïnteresseerd in hiphop. Op een dag toen hij op de bank in het huis van zijn moeder lag, zag hij een advertentie voorbijkomen op Adult Swim vragend om nieuwe muziek voor hun kanaal. Hij stuurde wat van zijn werk op en voor hij het wist werd zijn werk overal op de zender gebruikt.
Rond deze tijd liep hij stage bij het hiphoplabel Stones Throw Records en werkte hij aan zijn debuutalbum: 1983. Het album (uitgebracht op het indielabel Plug Research) was een vroege mijlpaal voor zijn werk, en inspireerde Ellison om meer te gaan doen met zijn muziek.
In 2006 deed Ellison mee in de jaarlijkse Red Bull Music Academy in Melbourne (Australië). In 2007 tekende hij een contract bij Warp Records. Het zes nummers tellende ep Reset  betekende zijn absolute doorbraak. Tevens was het voor hem de reden om zijn eigen label, Brainfeeder, op te richten.

### 2008–09:Los Angelesen Brainfeeder
Zijn tweede studioalbum - ook het tweede album bij Warp- "Los Angeles" kwam uit op 10 juni 2008 en bestond uit 17 nummers. Opgedragen aan zijn thuisstad, poogt het de sfeer van de stad in noten te vangen met onder andere bass, techno, soul en hiphop.
2008 ging Ellison productief aan de slag met artiesten als Samiyam en Gonjasufi, en bracht hij een aantal gelimiteerde nummers uit op vinyl ("Camel", "Lightworks", R2-D2 sound effects, "Shadows of Tomorrow" en "Promiscuous"), en een aantal ep's geïnspireerd door Los Angeles. Elk van deze ep's bevat eerder onuitgebracht materiaal van zijn album Los Angeles.
In datzelfde jaar remixte Flying Lotus "Reckoner" van het Radiohead-album In Rainbows.

### 2010–11:Cosmogrammaen samenwerkingen
Zijn derde album Cosmogramma verscheen op 3 mei 2010 in het Verenigd Koninkrijk en 4 mei 2010 in de Verenigde Staten. In januari 2011 won Cosmogramma in de categorie dance/electronica de prijs voor beste elektronische album op de tiende jaarlijkse Independent Music Awards. Het album werd beschreven als een 'harde mix van afrofuturistische mijlpalen tot soul, hiphop, jazz en IDM, maar met meer aandacht op de teksten' Het album werd vergezeld door live muziek, (Thundercat op de basgitaar, Miguel Atwood Ferguson op de snaren en Rebekah Raff op harp) en live zangers (Thom Yorke, Laura Darlington). Stephen Bruner, beter bekend als Thundercat, zou later ook veel meer albums van Ellison produceren.
In september 2010, bracht Flying Lotus de ep Pattern+Grid World, uit, met Thundercat op de bas gitaar en cover art door Theo Ellsworth. THet nummer Camera Day werd later gebruikt in het nummer Swimming van Killer Mike
In januari 2011, won Flying Lotus de 10e jaarlijkse Independent Music Awards voor zijn video "MmmHmm" in de categorie korte films.
In 2011 maakte Flying Lotus bekend dat hij samen zou gaan werken met Erykah Badu op haar nieuwe album en was van plan om iets uit het Radiohead-album The King of Limbs te gaan remixen.

### 2012–13:Until the Quiet Comesand Captain Murphy

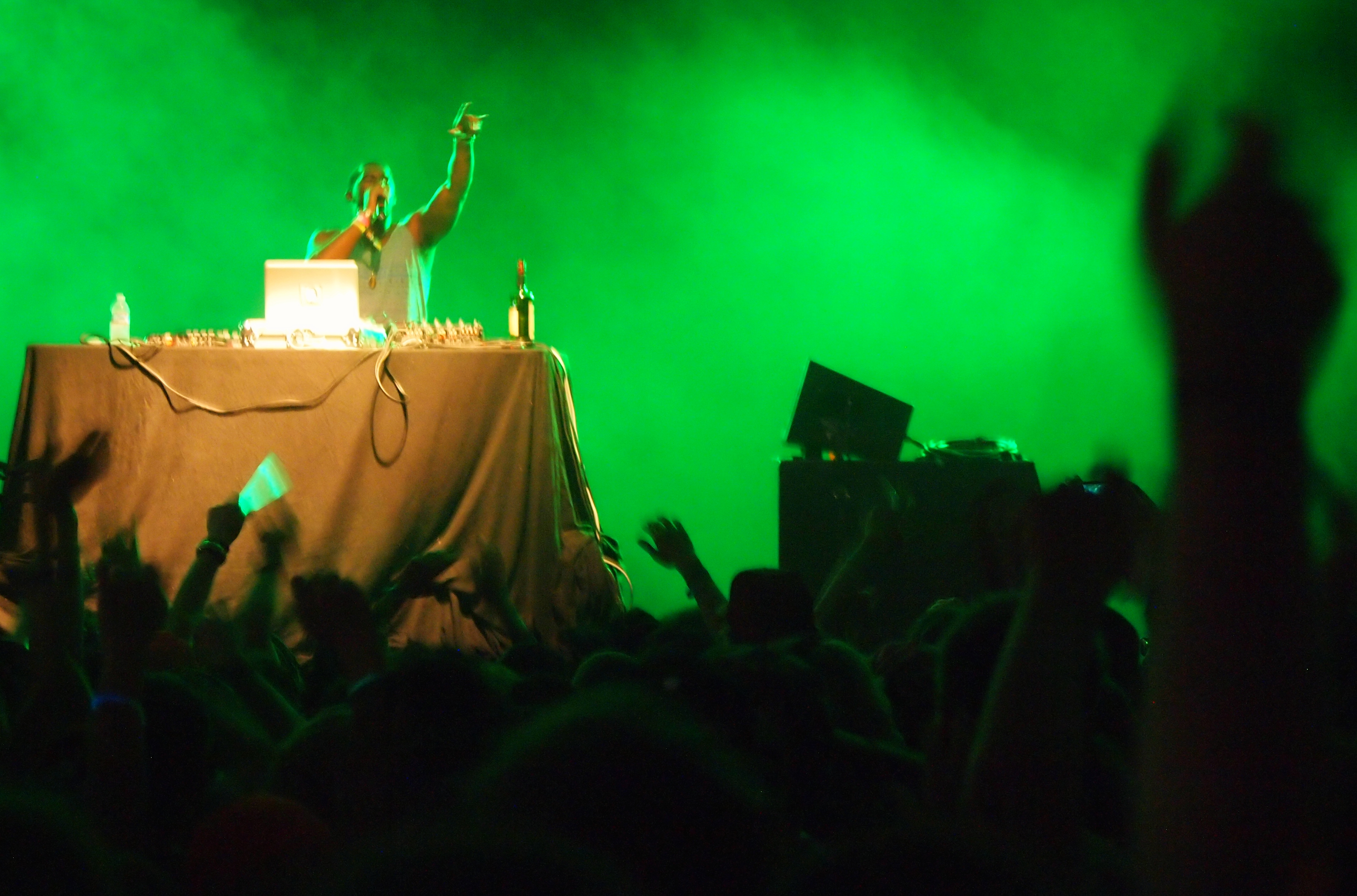
Een optreden van Flying Lotus op het 2012 Bonnaroo Music Festival

Over de zomer van 2012 heen verscheen Flying Lotus meerdere malen op concerten onder zijn pseudoniemen Captain Murphy, met zijn ware identiteit afgeschermd van het publiek.
In augustus 2012, maakte Ellison bekend samen te werken met Miwa Matreyek aan een multimedia project genaamd The Mapping of Countries Yet to Come.
Rond deze zelfde tijd ging hij bezig met zijn vierde album Until the Quiet Comes, dat dat jaar ook werd uitgebracht.
In het najaar van 2012, slechts twee maanden na het verschijnen van zijn laatste plaat, verscheen er een website op het internet: www.captainmurphy.xxx.
De pers speculeerde welke rapper dit kon zijn. De site bevatte een link naar Duality, een 34 minuten durende mixtape bestaande uit korte films.
In april 2013 maakte Flying Lotus bekend dat hij zijn eigen radiostation zou krijgen in de videogame Grand Theft Auto V.
Op 17 juli 2013 maakte Ellison bekend op Twitter dat hij genomineerd was voor VMA met zijn nummer "Tiny Tortures".

### 2014–2015:You're Dead!
Op 15 juli 2014 plaatste Flying Lotus op Instagram een foto van een vinyl plaat met als onderschrift 'LP #5'. Op 22 juli 2014 maakte hij bekend dat zijn vijfde studioalbum You're Dead! zou worden uitgebracht op 6 oktober 2014 in het Verenigd Koninkrijk en 7 oktober 2014 in de Verenigde Staten. Het album bevat onder meer samenwerkingen met Kendrick Lamar, Snoop Dogg en Herbie Hancock.
Op 15 augustus 2014, bracht Flying Lotus een nieuw lied uit genaamd 'Cosplay' onder zijn pseudoniem Captain Murphy.
Op 30 september 2014 maakte Flying Lotus de muziek voor de korte film A Portrait of Noomi Rapace, met actrice Noomi Rapace en geregisseerd door Aitor Throup.
Lotus ontving twee Grammy Award nominaties bij de 58e ceremonie: Een voor 'Best Dance Recording' voor zijn liedje "Never Catch Me" en Album of the Year voor zijn medewerking op Kendrick Lamar - To Pimp a Butterfly.

### 2016-heden:Kuso
Op 5 juli 2016 maakte Ellison bekend dat hij een filmvereniging genaamd Brainfeeder was begonnen.

## Invloeden en stijl
Flying Lotus stelt beïnvloed te zijn door artiesten als Madlib, MF DOOM, Alice Coltrane en J Dilla.

## Discografie

### Studioalbums
- 1983 (2006)
- Los Angeles (2008)
- Cosmogramma (2010)
- Until the Quiet Comes (2012)
- You're Dead! (2014)
- Flamagra (2019)

## Filmografie
- Until the Quiet Comes – soundtrack (2012)
- The Mapping of Countries Yet to Come – sound track (2012)
- A Portrait of Noomi Rapace – soundtrack (2014)
- FUCKKKYOUUU (by Eddie Alcazar) – soundtrack (2016)
- Royal - Regisseur (2016)

- Bibsys: 1492758309035
- Bibliothèque nationale de France: cb15583820x (data)
- Gemeinsame Normdatei: 1027985505
- International Standard Name Identifier: 0000 0000 8189 9265
- Library of Congress Control Number: no2010074069
- MusicBrainz: fc7376fe-1a6f-4414-b4a7-83f50ed59c92
- Nationale Bibliotheek van Tsjechië: xx0101482
- Réseau des bibliothèques de Suisse occidentale: 02-A023208781
- Système universitaire de documentation: 248414216
- Virtual International Authority File: 121197219
- WorldCat: E39PBJrwRg4Vg3BhQfKXHVmPQq